# الضلفعة
الضلفعة مركز مشهور في منطقة القصيم، حدثت بها وقائع تاريخية مشهورة، أنشأها عمران بن صعب من العرينات من قبيلة «سبيع» ثم تفرق أولاده من بعده ولم يبق منهم إلا «حمد بن مبارك» والذي كان أميراً على الضلفعة أربعين سنة، ثم وليها من بعده أولاده والذين كانوا موالين للملك عبد العزيز آل سعود، وكان من أشهر من وليها من أبناء «حمد بن مبارك» حفيده «حمد بن محمد بن محسن بن حمد بن مبارك» والملقب بـ«الجغافي»، وقد تولى إمارتها ستين سنة ثم وليها بعد ذلك زوج ابنته «علي سليمان المحسن» وقد تركها كثير من أهل الضلفعة واختار من بقي من أهل الضلفعة «محمد بن حمود العضيب» أميراً لها وابنه الشيخ: عبد الرحمن بن محمد العضيب هو رئيس المركز حاليًا.
و«الضلفعة» لا تزال أرضًا خصبة صالحة للزراعة ويوجد بها جميع الخدمات الحكومية والمنتزهات.